# Ghedalia ben Ahikam
Ghedalia ben Ahikam sau Ghedalyahu ben Ahikam (în ebraică:
גְּדַלְיָהוּ בֶן-אֲחִיקָם, în Biblia ortodoxă în limba română Godolia, după Gogolias în Septuaginta) a fost un guvernator evreu antic, numit de ocupanții babilonieni pentru a conduce Iudeea, după distrugerea Templului din Ierusalim la 10 al lunii Av.
 
El era fiul lui Ahikam ben Shafan și nepotul lui Shafan Hasofer (Scribul) și a fost asasinat de către Ishmael ben Netanya ben Elishama, un succesor al familiei regelui David,  
la data de 1 Tishrei precum și Avraham Ibn Ezra (Zaharia 8, 19) și Rabenu Yeruham, sau la data de 3 Tishrei                                                                                                                                                                                                                                                                                                                                                                                                                                            
sau 3 Tishrei, la mai puțin de două luni după intrarea sa în funcție. Însă, după unele opinii, a fost omorât în anul 581 î.e.n. când ocupa deja de cinci ani postul de guvernator. În urma asasinării lui Ghedalia, mulți locuitori din Iudeea s-au refugiat în Egipt. Uciderea a simbolizat distrugerea completă a existenței statale evreiești în Țara lui Israel și ultima fază a distrugerii Templului din Ierusalim, de aceea la 3 Tishrei are loc o zi de post în amintirea evenimentului, ea fiind numită Postul Ghedalia.  
Ghedalia face parte din lista celor 53 personaje biblice, a căror istoricitate ar fi confirmată de cercetările arheologice. Concluzia se bazează pe sigilii și bule descoperite în excavații si pomenind numele Ghedalia, una din ele menționând „LiGhedalia, sar al habait” (Lui Ghedalia, ministru al casei) dar nu exista certitudinea ca este vorba de biblicul Ghedalia ben Ahikam.   
Se cunoaște o controversă în legătură cu aceasta între cercetătorii Van der Veen (2003) și Becking (2007)

### Ocupația Ierusalimului de către babiloneni
Prin 586 î.e.n. Nabucodonosor al II-lea, a sosit cu oastea babiloniană în la Ierusalim și a început un lung asediu care s-a încheiat prin străpungerea zidului.  La câteva săptămâni după aceea, în ziua de 9 Av după calendarul ebraic, prin anul 588 î.e.n.babilonenii au cucerit întregul oraș și au incendiat Templul evreilor. 
Ultimul dintre regii Regatului Iuda, Tzidkiyahu (Sedechia) a fugit in zona Ierihonului, dar a fost capturat de babilonieni și surghiunit în Babilon. Ierusalimul a fost distrus cu totul, iar o parte din locuitori, probabil mai ales aristocrații, au fost exilati și ei în Babilonia.
Spre deosebire de narațiunea biblică, cercetatorii nu cred că întregul popor a fost exilat, atât din cauza dificultăților logistice, cât si a faptului că nu cunoaște o astfel de deportare în masă în istoria imperiului babilonian.
Biblia relatează că ar fi rămas în Iudeea șase mii de iudei săraci, agricultori și crescători de vii, care au slujit pe cuceritori.

### Ghedalia și sfârșitul autonomiei în fostul Regat Iuda
Ghedalia ben Ahikam era unul din fruntașii Ierusalimului, familia sa numită Shafan, îndeplinind funcții însemnate în timpul domniei regelui Iosia (Yoshiahu) și al urmașilor acestuia.
Numirea sa ca guvernator se datora, probabil, liniei politice împăciuitoare, în spiritul prorocului Ieremia, pe care o adoptase față de babiloneni el și familia lui, spre deosebire de împotrivirea regelui Tzidkiyahu și a sfetnicilor săi.
Ghedaliahu și-a stabilit sediul la Mitzpa în ținutul Beniamin.S-a adresat locuitorilor care au fugit în țările vecine, invitându-i să se întoarcă și să se așeze în ținutul Beniamin. 
„ "Nu vă temeți a sluji Caldeilor; rămâneți în țară, slujiți regelui Babilonului și vă va fi bine.
Iar eu voi rămâne în Mițpa, ca să mijlocesc înaintea Caldeilor, care vor veni la noi. Voi însă strângeți vinul și fructele verii și untdelemnul și le puneți în vasele voastre și trăiți în cetățile voastre, în care vă aflați”
 (Ieremia, 40,10)
Nu se știe precis care a fost statutul oficial al lui Ghedalia și nici cel al ținuturilor ocupate de babiloneni in Iudeea, spre deosebire de Samaria care devenise o provincie babiloniană. Probabil ca babilonenii au lăsat în vigoare în Samaria diviziunea administrativă din timpul Imperiului Asirian.
Cartea lui Ezechiel 47,15-18 menționează provinciile asiriene Hamat, Damasc și Ghilad.